# Soltsy
Soltsý (russo Сольцы) é uma cidade localizada na Óblast de Novgorod, centro administrativo do Raion de Soltsy. 

## Geografia
A cidade está localizada aos 80 km ao sudoeste do Veliky Novgorod na margem direita do rio Shelon num lugar de mananciais salinos, o qual lhe deu o nome: em russo a palavra sol (соль) quere dizer sal, pois assim o nome Soltsy se pode traduzir ao português como "Os Mananciais Salinos".
O lugar é atravessado pelo rio Shelon.

## Curiosidades
A cidade é muito interessante por ter arquitetura histórica que inclui várias casas e lojas de negociantes, a igreja de Pokrov do século XVIII e a igreja de São Elias construída nos anos 1824-1825 em estilo classicismo. Já faz anos que realiza-se a restauração dela a fim de recobrar o aspecto original. No ano 1999 foi instalada uma cúpula com peso de 4 toneladas, e foi então que a catedral adquiriu uma aparência acabada. Não longe de Soltsy situa-se a aldeia Vybiti onde está o latifúndio dos Vassiltchikov.

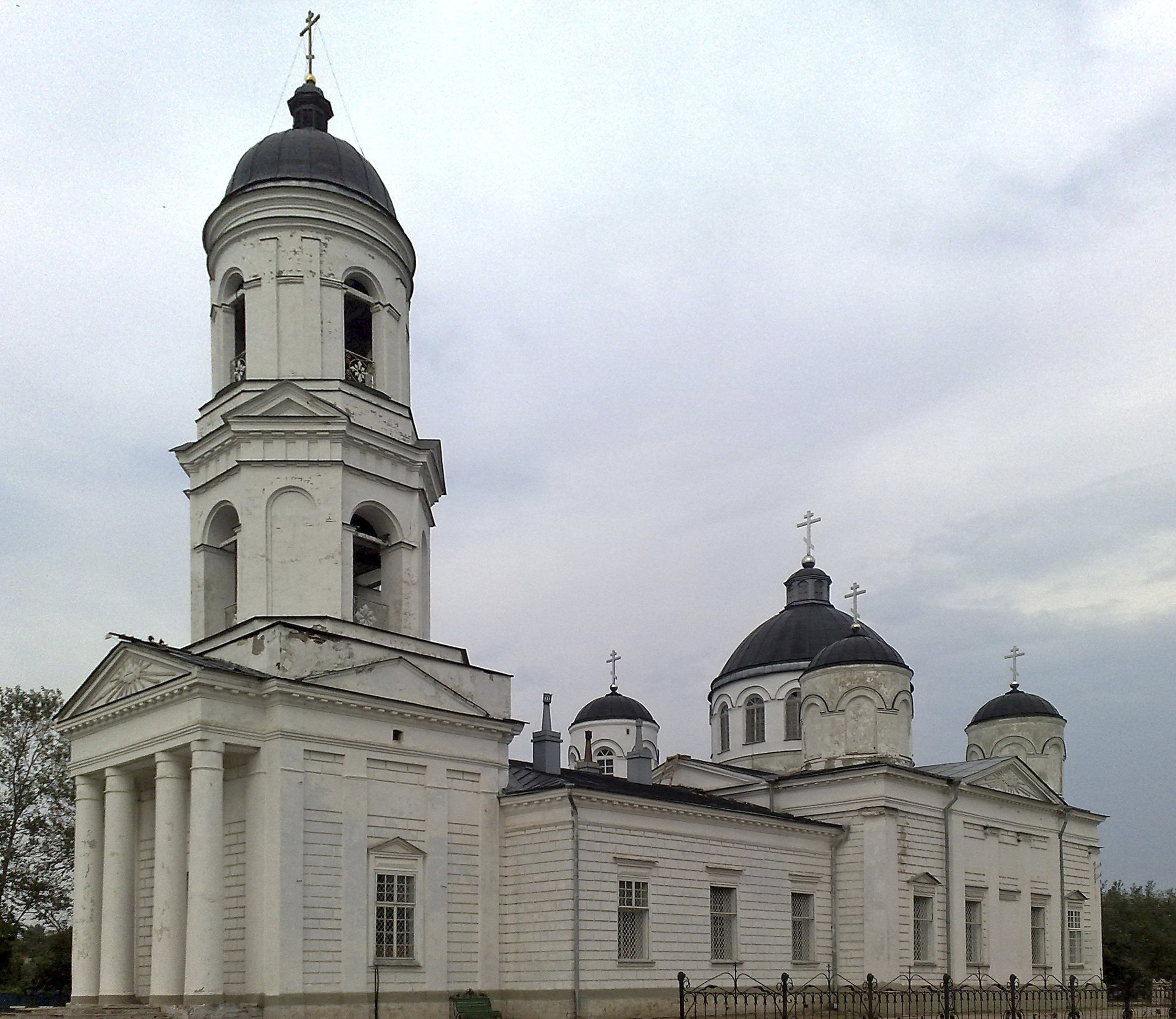
A Igreja de São Elias